# Soo
Soo (jap. 曽於市 Soo-shi) ist eine Stadt in der Präfektur Kagoshima in Japan.

## Geschichte
Die kreisfreie Stadt (-shi) Soo entstand am 1. Juli 2005 durch den Zusammenschluss der Städte (-chō) Ōsumi, Takarabe und Sueyoshi aus dem Kreis (-gun) Soo.

## Verkehr
- Straßen:
  - Higashi-Kyūshū-Autobahn
  - Nationalstraße 10
  - Nationalstraßen 269
- Eisenbahn:
  - JR Nippō-Hauptlinie: nach Kokura und Kagoshima

## Angrenzende Städte und Gemeinden
- Präfektur Kagoshima
  - Kirishima
  - Shibushi
  - Ōsaki
  - Kanoya
- Präfektur Miyazaki
  - Miyakonojo

## Söhne und Töchter der Stadt
- Manabu Kitabeppu (* 1957 im damaligen Sueyoshi; † 2023), Baseballspieler und -trainer

## Weblinks

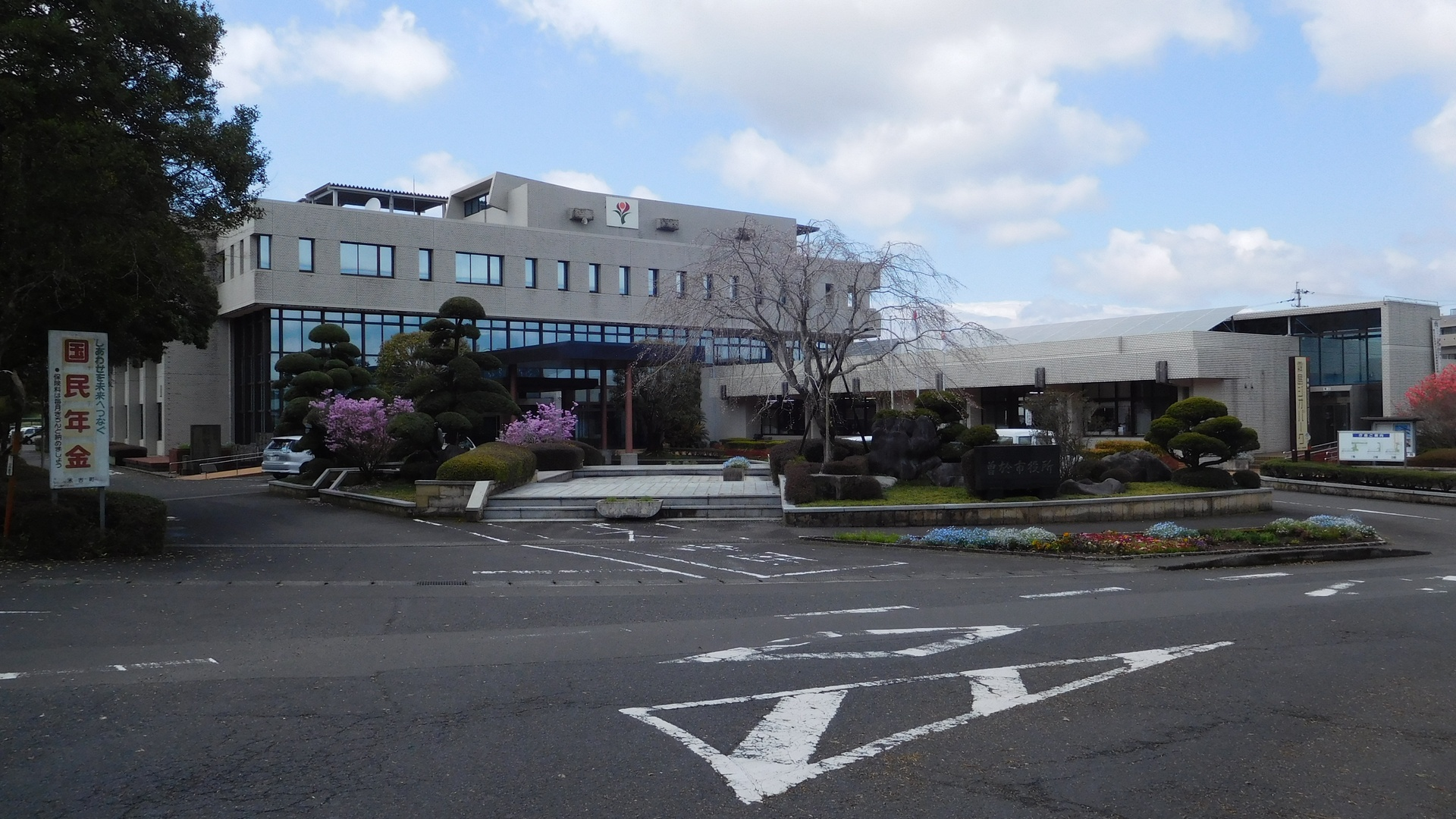
Rathaus von Soo